# Filtre Steiner-Parker
Pour les articles homonymes, voir filtre.
Le filtre dit « Steiner-Parker » est un type de filtre contrôlé en tension utilisé dans certains synthétiseurs analogiques.

## Histoire

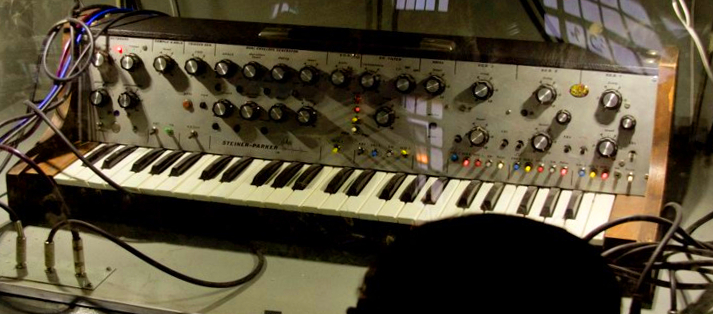
Steiner-Parker Synthacon.

Le filtre est utilisé pour la première fois sur le Steiner-Parker Synthacon (en), un synthétiseur analogique construit par Steiner-Parker entre 1975 et 1979.
Ce filtre a été remis au goût du jour à partir de 2012, en une version revisitée, dans les synthétiseurs de la marque Arturia que sont les Minibrute, Minibrute 2 et Microbrute.

## Fonctionnement
Il s'agit d'un filtre résonnant d'ordre 2 (12 dB/octave), capable de fonctionner en mode passe-bas, passe-haut et passe-bande. Il est basé sur une architecture de type cellule de sallen-Key, et les deux paramètres du filtre (fréquence de coupure et résonance) sont contrôlables en tension. Le filtre de Steiner-Parker est articulé autour d'une échelle de diode et d'une simple paire différentielle. Il comporte essentiellement des composants communs (transistors, amplificateurs opérationnels, résistances, diodes et condensateurs), même si l'utilisation de transistors appariés permet un meilleur comportement du filtre. La relative simplicité du circuit ainsi que l'abondance des composants font de ce VCF un des plus faciles et un des moins chers à produire à l'échelle DIY et industrielle.
Puisqu'il utilise une rétroaction positive pour sa résonance, augmenter ce paramètre ne diminue pas l'amplitude du signal sortant du filtre, contrairement au classique filtre en échelle Moog.